# Cinemas NOS
A NOS Lusomundo Cinemas S.A (denominada Cinemas NOS, anteriormente ZON Lusomundo e Lusomundo Cinemas) é uma holding de comunicação social portuguesa pertencente à NOS que detém vários cinemas espalhados pelo território português e é o principal importador de filmes em Portugal. Também têm dois complexos sobre a marca Lusomundo Moçambique em Moçambique.
A empresa líder de mercado, é responsável pela gestão de 214 salas de cinema e foi precursora no processo de digitalização da indústria cinematográfica e introdução de plataformas digitais de distribuição de conteúdos e 3D digital no cinema em Portugal e na Europa.
No dia 20 de junho de 2013 a ZON Lusomundo inaugurava a primeira sala de cinema IMAX® (DMR – Digital 3D) em Portugal. O sistema IMAX® DMR foi desenvolvido pela empresa canadiana IMAX Corporation e permite visualizar filmes em ecrãs seis vezes maiores do que os sistemas digitais convencionais, proporcionando uma experiência verdadeiramente única de imersão, com imagem e som mais brilhantes e realistas e no dia 24 de março de 2016, os Cinemas Nos integrou a nova tecnologia cinematográfica, o 4DX, que proporciona uma nova forma de visualizar filmes.

## Cinemas NOS em Portugal
| Local                 | Distrito  | Concelho          | Salas | Observações                                         | Observações                                         |
| --------------------- | --------- | ----------------- | ----- | --------------------------------------------------- | --------------------------------------------------- |
| Glicinias             | Aveiro    | Aveiro            | 7     |                                                     |                                                     |
| Braga Parque          | Braga     | Braga             | 9     |                                                     |                                                     |
| Alma Shopping         | Coimbra   | Coimbra           | 9     |                                                     |                                                     |
| Forum Coimbra         | Coimbra   | Coimbra           | 6     |                                                     |                                                     |
| Foz Plaza             | Coimbra   | Figueira da Foz   | 5     |                                                     |                                                     |
| Forum Algarve         | Faro      | Faro              | 5     |                                                     |                                                     |
| Mar Shopping Algarve  | Faro      | Loulé             | 5     |                                                     |                                                     |
| Tavira Gran-Plaza     | Faro      | Tavira            | 5     |                                                     |                                                     |
| Évora Plaza           | Évora     | Évora             | 5     |                                                     |                                                     |
| Forum Madeira         | Madeira   | Funchal           | 6     |                                                     |                                                     |
| CascaiShopping        | Lisboa    | Cascais           | 8     | 1 sala IMAX                                         | 1 sala IMAX                                         |
| Alvaláxia             | Lisboa    | Lisboa            | 12    |                                                     |                                                     |
| Amoreiras             | Lisboa    | Lisboa            | 7     | 1 sala XVision / 3 salas VIP                        | 1 sala XVision / 3 salas VIP                        |
| Colombo               | Lisboa    | Lisboa            | 9     | 1 sala IMAX                                         | 1 sala IMAX                                         |
| Vasco da Gama         | Lisboa    | Lisboa            | 6     |                                                     |                                                     |
| Odivelas Strada       | Lisboa    | Odivelas          | 5     |                                                     |                                                     |
| Dolce Vita Miraflores | Lisboa    | Oeiras            | 4     |                                                     |                                                     |
| Oeiras Parque         | Lisboa    | Oeiras            | 6     |                                                     |                                                     |
| Torres Vedras         | Lisboa    | Torres Vedras     | 5     |                                                     |                                                     |
| Parque Nascente       | Porto     | Gondomar          | 11    |                                                     |                                                     |
| Maia Shopping         | Porto     | Maia              | 5     |                                                     |                                                     |
| Mar Matosinhos        | Porto     | Matosinhos        | 7     | 1 sala IMAX                                         | 1 sala IMAX                                         |
| NorteShopping         | Porto     | Matosinhos        | 14    | 1 sala SCREENX / 1 sala NOS XL VISION / 6 salas VIP | 1 sala SCREENX / 1 sala NOS XL VISION / 6 salas VIP |
| Ferrara Plaza         | Porto     | Paços de Ferreira | 5     |                                                     |                                                     |
| Alameda Shop e Spot   | Porto     | Porto             | 7     |                                                     |                                                     |
| Gaia Shopping         | Porto     | Vila Nova de Gaia | 9     | 1 sala 4DX                                          | 1 sala 4DX                                          |
| Almada Forum          | Setúbal   | Almada            | 14    | 1 sala 4DX                                          | 1 sala 4DX                                          |
| Alegro Montijo        | Setúbal   | Montijo           | 6     |                                                     |                                                     |
| Nosso Shopping        | Vila Real | Vila Real         | 7     |                                                     |                                                     |
| Forum Viseu           | Viseu     | Viseu             | 6     |                                                     |                                                     |
| Palácio do Gelo       | Viseu     | Viseu             | 6     |                                                     |                                                     |
| Total de cinemas:     | 31        | Total de salas:   | 221   | Total de salas especiais:                           | 17                                                  |

## Complexo de cinemas Norte Shopping
No dia 19 de dezembro de 2019, os Cinemas Nos reabriram, expandindo assim as suas capacidades de exibição de filmes no Norte Shopping, em Matosinhos. As principais adaptações são a criação de novos espaços, tanto na entrada como nas salas em si.
A adaptação mais visível é a criação de duas novas salas:
- A primeira sala ScreenX do país, com um ecrã de 270 graus que ocupa não só a parede central mas também as paredes laterais. Esta sala exibe conteúdos especialmente preparados para este formato, já se encontra aberta ao público e atualmente possui 194 lugares.
- A primeira sala NOS XVision. Com a reabertura dos cinemas NOS Norte Shopping, a NOS inaugura também um novo formato Premium de cinema que procura revolucionar a experiência de ver um filme. Este formato foi criado integralmente pela NOS e pode ser visto como uma versão do IMAX. A sua principal característica é uma tela de projeção de grandes dimensões que, apesar de superar a área de uma tela de projeção do cinema convencional, não chega ao tamanho de uma tela de projeção IMAX. Suas principais características face ao formato IMAX são o sistema de som que teve um upgrade de Dolby 5.1 para Dolby ATMOS e a projeção e qualidade de imagem 4K. Esta sala possui atualmente 313 lugares.

Para além da criação destas duas salas, todas as outras foram melhoradas e receberam o sistema de som Dolby ATMOS e projeção a Laser.
A NOS cria também uma nova experiência na ida ao cinema com este atualizado complexo, o NOS Lounge e os lugares Premium. Das 9 salas de cinema existentes no Norte Shopping, 6 possuem agora lugares Premium, com melhor visibilidade, poltronas maiores e mais confortáveis, bem como novos serviços que começam bem antes do filme. A zona Premium das salas pode ser acessada pelo NOS Lounge, com serviços de alimentação e outras experiências que não são possíveis num cinema tradicional.